# Нарикашвили, Сергей Павлович
Сергей Павлович Нарикашвили (24 декабря 1906, Тифлис, Российская империя — 1992, там же, Грузия) — советский и грузинский физиолог, ученик  И.С.Бериташвили и Л.А.Орбели.

## Биография
Родился 24 декабря 1906 года в Тифлисе. В 1927 году поступил в ТифлГУ. С 1938 по 1940 год работал в Институте физиологии АН СССР. В 1941 году в связи с началом ВОВ, отправился на фронт и прослужив вплоть до 1943 года был демобилизован. В 1943 году устроился на работу в Институт физиологии АН Грузинской ССР, и проработав до 1953 года в качестве научного сотрудника, был избран директором данного института. Данную должность он занимал вплоть до 1970 года.
Скончался в 1992 году в Тбилиси.

## Научные работы
Основные научные работы посвящены физиологии ЦНС. Является основоположником спортивной медицины в Грузинской ССР. Автор свыше 300 научных работ.
- Изучал влияние активного отдыха на утомляемость мышц.
- Исследовал электрическую активность мозжечка в условиях свободного передвижения животных.

## Членство в обществах
- Член Всесоюзного физиологического общества имени И.П.Павлова.
- Член Грузинского физиологического общества.
- Член Международной организации по исследованию мозга (ИБРО).
- Член-корреспондент АН Грузинской ССР.